# مكسيم أنيس
مكسيم أنيس (24 يوليو 1986 بأوستند في بلجيكا - ) هو لاعب كرة قدم بلجيكي في مركز الوسط. لعب مع آود هيفرلي لوفين ونادي تورناي ونادي سينت ترويدن ونادي فيسترلو ونادي مونز وK.S.V. Roeselare ‏ وFC Hjørring ‏ وMVV Maastricht ‏.

## وصلات خارجية
- مكسيم أنيس على موقع قاعدة بيانات كرة القدم.إي يو (الإنجليزية)
- مكسيم أنيس على موقع Soccerway.com (الإنجليزية)